# کونیگزگ سی‌سی‌ایکس
کونیگزگ سی‌سی‌ایکس (به انگلیسی: Koenigsegg CCX) خودرویی است که از سال ۲۰۰۶–۲۰۱۰ تولید شده‌است.
این خودرو در کلاس خودروی اسپورت/سوپراسپرت قرار گرفته و طراحی آن موتور وسط عقب-محور عقب بوده‌است.
موتور آن ۴٫۷ لیتری هشت سیلندر دارای دو سوپرشارژر است و سیستم جعبه‌دندهٔ آن ۶ دنده به صورت دستی است.